# Chalcosiopsis quadriplaga
Chalcosiopsis quadriplaga är en fjärilsart som beskrevs av Erich Martin Hering 1922. Chalcosiopsis quadriplaga ingår i släktet Chalcosiopsis och familjen bastardsvärmare. Inga underarter finns listade i Catalogue of Life.